# 克罗托那的米罗

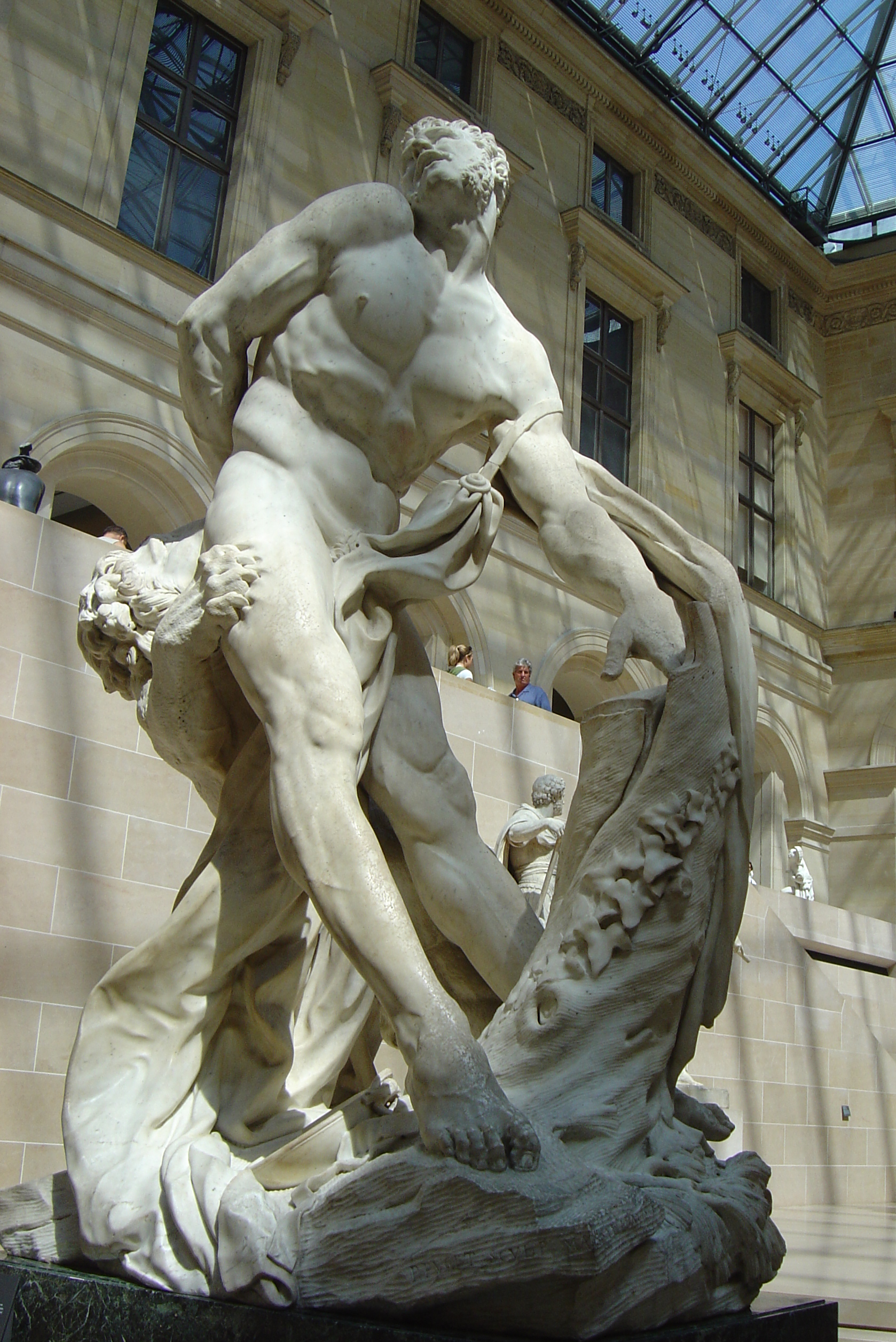
克罗托那的米罗，(皮埃尔·皮热)

克罗托那的米罗（希腊语: Μίλων; gen.: Μίλωνος）是一位公元前6世纪古希腊来自克罗托那的摔跤能手，曾在奥林匹克运动会和皮锡奥斯比赛，会上获6次摔跤冠军，其名字至今仍为力量的代名词。朱古力飲料美祿以他命名。